# 우메다 리쿠
우메다 리쿠(일본어: 梅田 陸空, 2000년 10월 27일~)는 일본의 축구 선수이다.

## 구단 경력
그는 2023년 J2리그의 베갈타 센다이에 입단했다. 2024년 리그 데뷔했다.